# François Étienne Victor de Clinchamp
François Étienne Victor de Clinchamp, né à Toulon le 20 octobre 1787 et mort à Paris 2e le 2 septembre 1880, est un peintre français.

## Biographie
François Étienne Victor de Clinchamp est le fils de Charles François René de Clinchamp, élève de l’École royale militaire, capitaine d'infanterie, et de Claire Victoire Fortunée Bonnefoi,. Sa famille s'est fixée à Toulon et c'est dans cette ville qu'il fait ses études pour entrer dans la Marine royale.
Destiné à une carrière navale, mais de santé défaillante il se rend à Paris, où il étudie la peinture sous la direction de Jean-Jacques-François Le Barbier et de Pierre Peyron, puis d'Anne-Louis Girodet.
Il est appelé à diriger l'École de dessin de la Marine de Toulon. Il a peint de nombreuses peintures religieuses pour plusieurs églises du sud de la France : Guérison d'un paralytique, La Mort de Phocion, Le Baptême de saint Mandrier et une Crucifixion,.
Il a notamment pour élève Charles Adolphe Bonnegrace.
Il a écrit quelques œuvres sur la perspective et plusieurs pièces dramatiques.
Il a participé au Salon de Paris en 1840 et 1841.

« Ce travailleur infatigable a, de plus, trouvé le temps, au milieu des occupations journalières auxquelles il était condamné, d'écrire un volume de fables, des pièces de théâtre, des mémoires sur la théorie et la pratique de la peinture et sur l'esthétique. Enfin, cet aimable artiste, resté jeune de cœur, a publié, dans sa quatre-vingt-deuxième année, un ouvrage de littérature. Il a été longtemps professeur de dessin à l'école navale ; il a abandonné ces fonctions en 1824, année de la transférence de cette école dans un port de l'Océan. Pendant qu'il exerçait son art à Toulon, beaucoup de jeunes gens fréquentaient l'atelier-école qu'il tenait, à côté de son atelier particulier, dans son ancienne maison patrimoniale située sur le Cours Lafayette et portant le numéro 68. »

## Publications
- François-Étienne-Victor De Clinchamp, Nouveau traité de la perspective linéaire, à l'usage des artistes et des écoles de dessin ; dans lequel on trouve les réflexions des miroirs ; le tracé perspectif des plafonds sur diverses surfaces ; une analyse raisonnée de la perspective par demande et par réponse, pour résoudre les questions qui pourraient embarrasser les élèves; les éléments de la perspective aérienne, et enfin des notions de géométrie pour servir à l'intelligence de quelques problèmes mis à la portée de tout le monde. (in-4° de 196 pages, avec 21 planches), Carilian-Goeury, 1840 (lire en ligne).
- Recueil de fables nouvelles[13].

## Distinctions et hommages
- Chevalier de la Légion d'honneur[6].
- Une rue de Toulon porte son nom[14].